# Hesychotypa colombiana
Hesychotypa colombiana là một loài bọ cánh cứng trong họ Cerambycidae.